# كورتيس بالمر
كورتيس بالمر (بالإنجليزية: Curtis Palmer) هو لاعب اتحاد الرغبي نيوزيلندي، ولد في 8 مايو 1977.

## روابط خارجية
- كورتيس بالمر على موقع Paralympic.org (الإنجليزية)
- كورتيس بالمر على موقع اللجنة البارالمبية النيوزيلندية (الإنجليزية)